# 隔熱手套

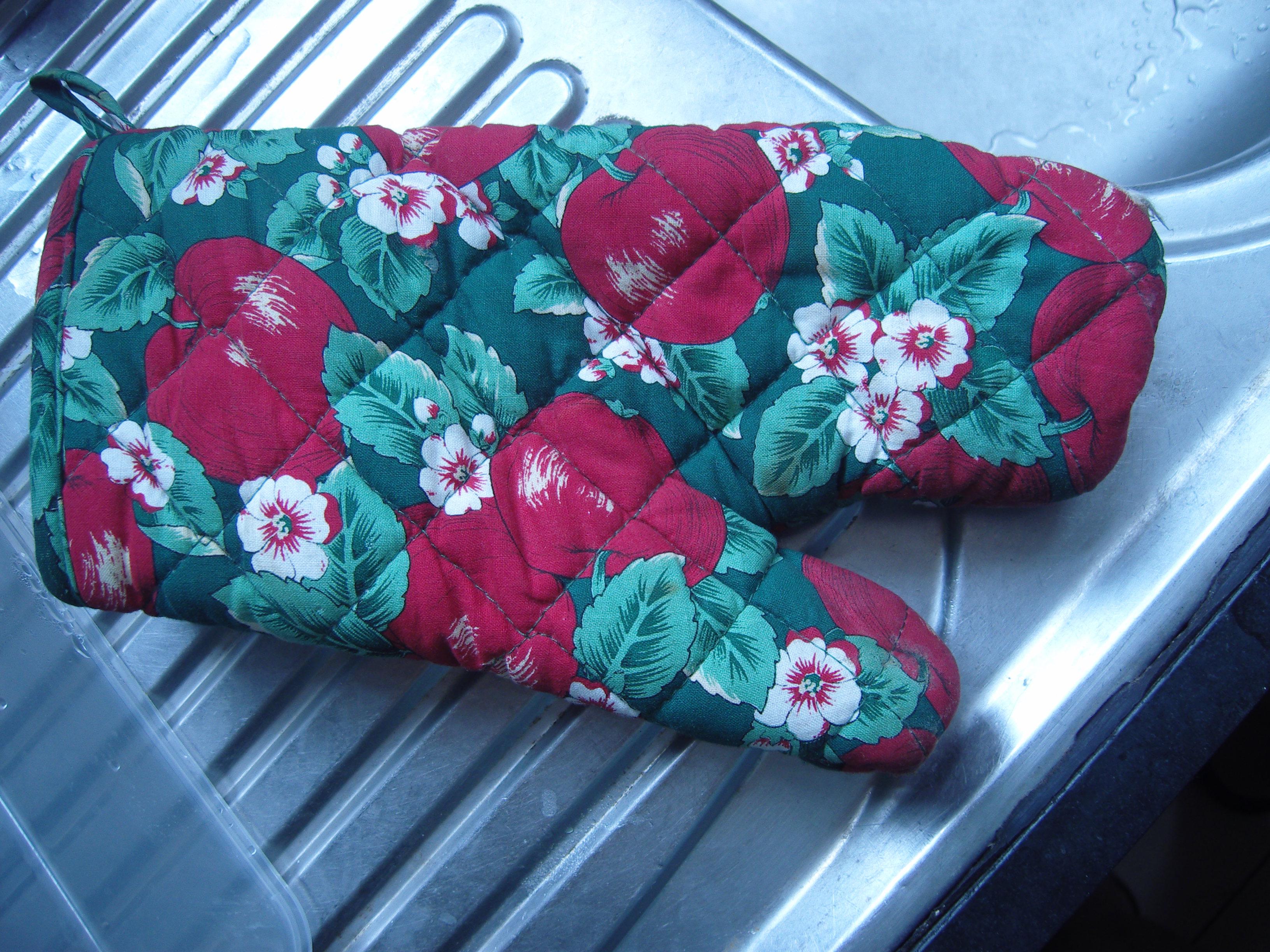
隔熱手套

隔熱手套是一種廚房用手套，部分處理食物的用具，在製作食物的過程中會受到加熱，例如用微波爐翻熱食物、用焗爐烤焗食物或是蒸煮食物，處理食物的用具表面受熱導致處理者不輕易直接用手接觸用具的表面，因此便需要隔熱手套的輔助，以免燙傷。隔熱手套的夾層以綿製造，因此能減輕熱力由用具傳導到處理者的手上。近年也有以矽膠製造的隔熱手套。
除了隔絕熱源，隔熱手套也可用於拿取冷凍食物或物品，避免凍傷。